# 八戸自動車道
八戸自動車道（はちのへじどうしゃどう、英語: HACHINOHE EXPWY）は、岩手県八幡平市の安代ジャンクション (JCT) から青森県八戸市へ至る、高速道路（高速自動車国道）である。略称は八戸道（はちのへどう）。
高速道路ナンバリングによる路線番号は、百石道路、第二みちのく有料道路、上北自動車道、みちのく有料道路、青森自動車道とともに「E4A」が割り振られている。

## 概要
国土開発幹線自動車道としての予定路線名および、高速自動車国道法に基づく路線名（正式名）は東京・青森間を結ぶ「東北縦貫自動車道八戸線」である。八戸自動車道は、この高速自動車国道「東北縦貫自動車道八戸線」のうち、起点・東京都から埼玉県川口市を経由して岩手県八幡平市までの区間を除いた、安代JCT以北より八戸インターチェンジ (IC) ・八戸北IC以南までの開通区間の道路名となっている。
2014年（平成26年）3月29日に八戸JCTで三陸沿岸道路と接続されている。
将来的には、八戸北IC以北の百石道路・第二みちのく有料道路・上北自動車道・みちのく有料道路を経由し、青森市の青森自動車道と接続する予定である。また起点の安代JCTは東北自動車道と直結し、キロポストは川口JCTからの通算で表示されており、安代JCTからの0 km表示ではない。

## インターチェンジなど
- IC番号欄の背景色が■である区間は既開通区間に存在する。施設欄の背景色が■である区間は未開通区間または未供用施設に該当する。
- スマートインターチェンジ (SIC) は背景色■で示す。
- 路線名の特記がないものは市町道。
- BS（バス停留所）のうち、○は運用中、◆は休止中の施設。無印はBSなし。
- 英略字は以下の項目を示す。
IC：インターチェンジ、JCT：ジャンクション、SICはスマートインターチェンジ、SA：サービスエリア、PA：パーキングエリア、TB：本線料金所、BS：バスストップ

### 本線（安代JCT - 八戸IC）
| IC 番号                                 | 施設名       | 接続路線名                                | 安代 から (km)               | 川口 から (km) | BS     | 備考            | 所在地 | 所在地        | 所在地        |
| --------------------------------------- | ------------ | ----------------------------------------- | ---------------------------- | -------------- | ------ | --------------- | ------ | ------------- | ------------- |
| E4 東北自動車道（松尾八幡平・盛岡方面） |              |                                           |                              |                |        |                 |        |               |               |
| 46                                      | 安代JCT      | E4 東北自動車道（安代・青森方面）         | 0.0                          | 563.3          |        |                 | 岩手県 | 八幡平市      | 八幡平市      |
| 1                                       | 浄法寺IC     | 県道6号二戸五日市線 （浄法寺バイパス）    | 14.9                         | 578.2          | ○      |                 | 岩手県 | 二戸市        | 二戸市        |
| -                                       | 二戸PA       |                                           | 19.6                         | 582.9          |        |                 | 岩手県 | 二戸市        | 二戸市        |
| -                                       | 馬淵川橋     |                                           | ↓                            | ↓              |        |                 | 岩手県 | 二戸郡 一戸町 | 二戸郡 一戸町 |
| 2                                       | 一戸IC       | 国道4号（一戸バイパス）                   | 26.8                         | 590.1          |        |                 | 岩手県 | 二戸郡 一戸町 | 二戸郡 一戸町 |
| -                                       | 折爪トンネル |                                           | ↓                            | ↓              |        |                 | 岩手県 | 二戸郡 一戸町 | 二戸郡 一戸町 |
| -                                       | 折爪トンネル | 九戸郡                                    | ↓                            | ↓              | 九戸村 |                 | 岩手県 |               |               |
| 3                                       | 九戸IC       | 九戸郡                                    | 国道340号 県道22号軽米九戸線 | 38.2           | 九戸村 | 601.5           | 岩手県 |               |               |
| -                                       | 折爪SA       | 九戸郡                                    |                              | 43.9           | 607.2  |                 | 岩手県 |               | 軽米町        |
| 4                                       | 軽米IC       | 九戸郡                                    | 国道340号・国道395号         | 48.2           | 611.5  |                 | 岩手県 |               | 軽米町        |
| 5                                       | 南郷IC       | 県道42号名川階上線                        | 57.8                         | 621.1          |        |                 | 青森県 | 八戸市        | 八戸市        |
| -                                       | 福地PA       |                                           | 62.1                         | 625.4          |        |                 | 青森県 | 三戸郡 南部町 | 三戸郡 南部町 |
| 5-1                                     | 八戸JCT      | 青森（E4A 百石道路）方面 E45 三陸沿岸道路 | 64.3                         | 627.6          |        | 安代JCT方面のみ | 青森県 | 八戸市        | 八戸市        |
| 6                                       | 八戸IC       | 県道29号八戸環状線                        | 68.1                         | 631.4          | ○      |                 | 青森県 | 八戸市        | 八戸市        |

※八戸ICからは安代JCT方面しか利用できないため、八戸JCTと八戸ICの間に八戸第2JCT（八戸東JCT）（仮称）の建設が要望されている。

### 青森（百石道路）方面 （八戸JCT - 八戸北IC）
- 全区間青森県八戸市内に所在。
- 八戸IC - 八戸北IC間を八戸JCT経由で利用することはできない。

| IC 番号                | 施設名    | 接続路線名 | 安代 から (km) | 川口 から (km) | 三郷 から (km) | BS | 備考            |
| ---------------------- | --------- | ---------- | -------------- | -------------- | -------------- | -- | --------------- |
| E45 三陸沿岸道路に直結 |           |            |                |                |                |    |                 |
| 5-1                    | 八戸JCT   | 本線       | 64.3           | 627.6          | 684.1          |    | 安代JCT方面のみ |
| 5-2                    | 八戸西SIC | 国道454号  | 73.0           | 636.3          | 692.8          | -  |                 |
| 7                      | 八戸北IC  | 国道45号   | 77.5           | 640.8          | 697.3          |    |                 |
| E4A 百石道路に直結     |           |            |                |                |                |    |                 |

## 歴史

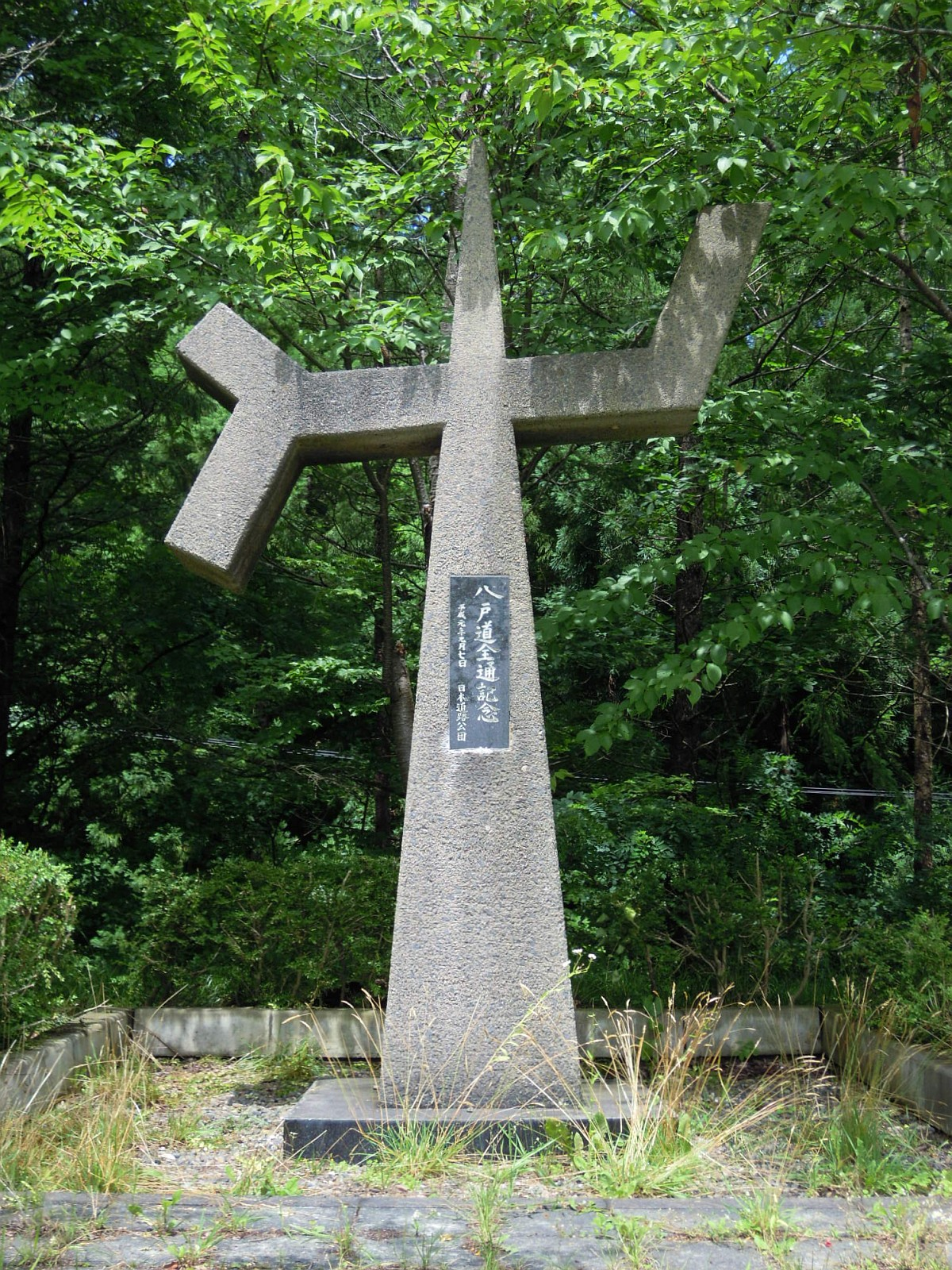
二戸PA（下り線）に立つ八戸自動車道全通記念碑

- 1986年（昭和61年）11月27日 : 一戸IC - 八戸IC開通。
- 1989年（平成元年）9月7日 : 安代JCT - 一戸IC開通。
- 1995年（平成7年）3月28日 : 一般国道45号百石道路（八戸北IC - 下田百石IC）開通。
- 2002年（平成14年）7月18日 : 八戸JCT - 八戸北IC開通により全線開通。
- 2005年（平成17年）10月1日 : 日本道路公団民営化により、東日本高速道路の管理路線になる。
- 2010年（平成22年）
  - 2月2日 : 全線が高速道路無料化社会実験の対象区間に指定される。
  - 6月28日 : 全線で高速道路無料化社会実験の運用が開始される[5]。
- 2011年（平成23年）
  - 6月19日 : 政府が2011年3月11日に発生した東日本大震災の復興費用確保のため、全線で行っていた無料化社会実験を一旦終了させ、以降の社会実験を一時凍結。これに伴い当道路の通行料金が再び有料となる。
  - 6月20日 : 東日本大震災の被災者支援、復興・復旧支援を目的に一部車両を対象に通行料金を無料とする措置を全線で開始。
- 2012年（平成24年）3月31日 : 東日本大震災の被災者支援、復興・復旧支援のための無料措置の実施終了。
- 2014年（平成26年）3月29日 : 八戸JCTにて三陸沿岸道路が接続[6]。
- 2019年（平成31年）3月23日 : 八戸西スマートIC供用開始[7]。

## 路線状況

### 車線・最高速度
| 区間               | 車線            | 車線   | 車線   | 最高速度 |
| 区間               | 上下線          | 上り線 | 下り線 | 最高速度 |
| ------------------ | --------------- | ------ | ------ | -------- |
| 安代JCT - 八戸IC   | 4               | 2      | 2      | 80 km/h  |
| 八戸JCT - 八戸北IC | 2 （暫定2車線） | 1      | 1      | 70 km/h  |

### 道路施設

#### サービスエリア・パーキングエリア
八戸自動車道にはサービスエリア (SA) が1箇所とパーキングエリア (PA) が2箇所の合計3箇所の休憩施設が存在する。売店は折爪SAにのみ設置されている（24時間営業）。パーキングエリアはすべてトイレのみ。ガソリンスタンド、レストランが設置されているエリアはない。また、東北道についても岩手山SA以北にガソリンスタンドがあるサービスエリア・パーキングエリアは花輪SA上り線以外には無い。

#### 主なトンネルと橋
- 一戸トンネル（二戸PA - 一戸IC）: 下り530 m、上り548 m
- 馬淵川橋（二戸PA - 一戸IC）
- 折爪トンネル（一戸IC - 九戸IC） : 下り2,272 m、上り2,321 m（八戸道最長トンネル）

##### トンネルの数
| 区間               | 上り線 | 下り線 |
| ------------------ | ------ | ------ |
| 安代JCT - 二戸PA   | 0      | 0      |
| 二戸PA - 一戸IC    | 1      | 1      |
| 一戸IC - 九戸IC    | 1      | 1      |
| 九戸IC - 八戸IC    | 0      | 0      |
| 八戸JCT - 八戸北IC | 0      | 0      |
| 合計               | 2      | 2      |

### 道路管理者
- NEXCO東日本 東北支社
  - 盛岡管理事務所 : 安代JCT - 浄法寺IC
  - 八戸管理事務所 : 浄法寺IC - 八戸IC・八戸JCT - 八戸北IC

### 交通量

#### 本線
24時間交通量（台） 道路交通センサス
| 区間               | 平成11（1999）年度 | 平成17（2005）年度 | 平成22（2010）年度 | 平成27（2015）年度 | 令和3（2021）年度 |
| ------------------ | ------------------ | ------------------ | ------------------ | ------------------ | ----------------- |
| 安代JCT - 浄法寺IC | 7,309              | 7,060              | 8,063              | 8,325              | 7,283             |
| 浄法寺IC - 一戸IC  | 7,212              | 6,627              | 8,298              | 7,910              | 6,813             |
| 一戸IC - 九戸IC    | 6,269              | 6,178              | 9,965              | 7,680              | 6,563             |
| 九戸IC - 軽米IC    | 5,399              | 5,186              | 8,983              | 6,647              | 5,656             |
| 軽米IC - 南郷IC    | 5,336              | 5,228              | 9,695              | 6,585              | 5,766             |
| 南郷IC - 八戸JCT   | 5,336              | 5,364              | 11,376             | 6,721              | 5,971             |
| 八戸JCT - 八戸IC   | 5,336              | 3,837              | 7,899              | 4,138              | 3,122             |

（出典：「平成17年度岩手県道路交通量調査等報告書」（岩手県ホームページ）・「平成17年度道路交通センサス　一般交通量調査　箇所別基本表」（青森県ホームページ）・平成22年度道路交通センサス」・「平成27年度全国道路・街路交通情勢調査」・「令和3年度全国道路・街路交通情勢調査」（国土交通省ホームページ）より一部データを抜粋して作成）
- 平成22年度の調査期間中において全線では、高速道路無料化社会実験が行われていた。

#### 青森（百石道路）方面
24時間交通量（台） 道路交通センサス
| 区間                 | 平成11（1999）年度 | 平成17（2005）年度 | 平成22（2010）年度 | 平成27（2015）年度 | 令和3（2021）年度 |
| -------------------- | ------------------ | ------------------ | ------------------ | ------------------ | ----------------- |
| 八戸JCT - 八戸西SIC  | 調査当時未開通     | 1,527              | 3,477              | 2,468              | 3,222             |
| 八戸西SIC - 八戸北IC | 調査当時未開通     | 1,527              | 3,477              | 2,468              | 3,182             |

（出典：「平成17年度岩手県道路交通量調査等報告書」（岩手県ホームページ）・「平成17年度道路交通センサス　一般交通量調査　箇所別基本表」（青森県ホームページ）・「平成22年度道路交通センサス」・「平成27年度全国道路・街路交通情勢調査」・「令和3年度全国道路・街路交通情勢調査」（国土交通省ホームページ）より一部データを抜粋して作成）
- 平成22年度の調査期間中において全線では、高速道路無料化社会実験が行われていた。

## 地理

### 通過する自治体
- 岩手県
  - 八幡平市 - 二戸市 - 二戸郡一戸町 - 九戸郡九戸村 - 九戸郡軽米町
- 青森県
  - 八戸市 - 三戸郡南部町 - 八戸市

### 接続する高速道路
- E4 東北自動車道 （安代JCTで接続）
- E45 三陸沿岸道路 （八戸JCTで接続）
- E4A 百石道路 （八戸北ICで直結）